# Wigtown (circonscription du Parlement d'Écosse)
Wigtown dans le Wigtownshire était un Burgh royal qui a élu un Commissaire au Parlement d'Écosse et à la Convention des États.
Après les Actes d'Union de 1707, Wigtown, New Galloway, Stranraer et Whithorn ont formé le district de Wigtown, envoyant un membre à la Chambre des communes de Grande-Bretagne.

## Liste des commissaires de burgh
- 1661: Thomas Stewart [1]
- 1662–63, 1665 convention: Adam McKie, provost [2]
- 1667 convention: John McKie,  greffier municipal [3]
- 1669–72: William McKie [4]
- 1673–74: William Cluiston [4]
- 1678 convention: Patrick Stewart, bailli [5]
- 1681–82, 1685–86, 1689 convention, 1689–1702, 1702-07: William Coltrane de Drummorrell, provost [6]